# Pseudophoraspis
Pseudophoraspis (лат.) — род насекомых из семейства Blaberidae отряда тараканообразных. Ареал рода охватывает юг Восточной и Юго-Восточную Азию, включая Малайский архипелаг, от юга Китая до острова Сулавеси. Длина тела представителей рода от головы до концов крыльев достигает от 25 до 45 мм. Окраска желто-бурая. Самки обычно меньше и шире самцов с более короткими крыльями.

## Виды
В роде Pseudophoraspis 18 видов:
- Pseudophoraspis argillacea Anisyutkin, 1999 — Малайзия;
- Pseudophoraspis buonluoiensis Anisyutkin, 1999 — Вьетнам;
- Pseudophoraspis clavellata Wang, Wu & Che, 2013 — юго-запад Китая (Юньнань)[1];
- Pseudophoraspis congrua (Walker, 1868) — острова Калимантан и Суматра;
- Pseudophoraspis doroshenkoi Anisyutkin, 2005 — Камбоджа;
- Pseudophoraspis fruhstorferi Shelford, 1910 — Вьетнам, юг Китая (Гуанси) и остров Хайнань[1];
- Pseudophoraspis gorochovi Anisyutkin, 1999 — Камбоджа;
- Pseudophoraspis grigorenkoi Anisyutkin, 1999 — Таиланд;
- Pseudophoraspis incurvata Wang, Wu & Che, 2013 — эндемик острова Хайнань на юге Китая[1];
- Pseudophoraspis kabakovi Anisyutkin, 1999 — юго-запад Китая (Юньнань) и Вьетнам;
- Pseudophoraspis lacrimans Hanitsch, 1933 — эндемик острова Калимантан;
- Pseudophoraspis marginata Anisyutkin, 1999) — Малайзия;
- Pseudophoraspis nebulosa (Burmeister, 1838) — юг Малайского полуострова, острова Калимантан, Суматра, Ява и Сулавеси;
- Pseudophoraspis recurvata Wang, Wu & Che, 2013 — юг Китая (Гуанси) и остров Хайнань[1];
- Pseudophoraspis testudinaria Hanitsch, 1925 — эндемик острова Калимантан;
- Pseudophoraspis tramlapensis Anisyutkin, 1999 — юг Китая (Гуйчжоу) и Вьетнам[1];
- Pseudophoraspis truncatulus Anisyutkin, 1999 — Вьетнам;
- Pseudophoraspis uniformis Hanitsch, 1933 — эндемик острова Калимантан.

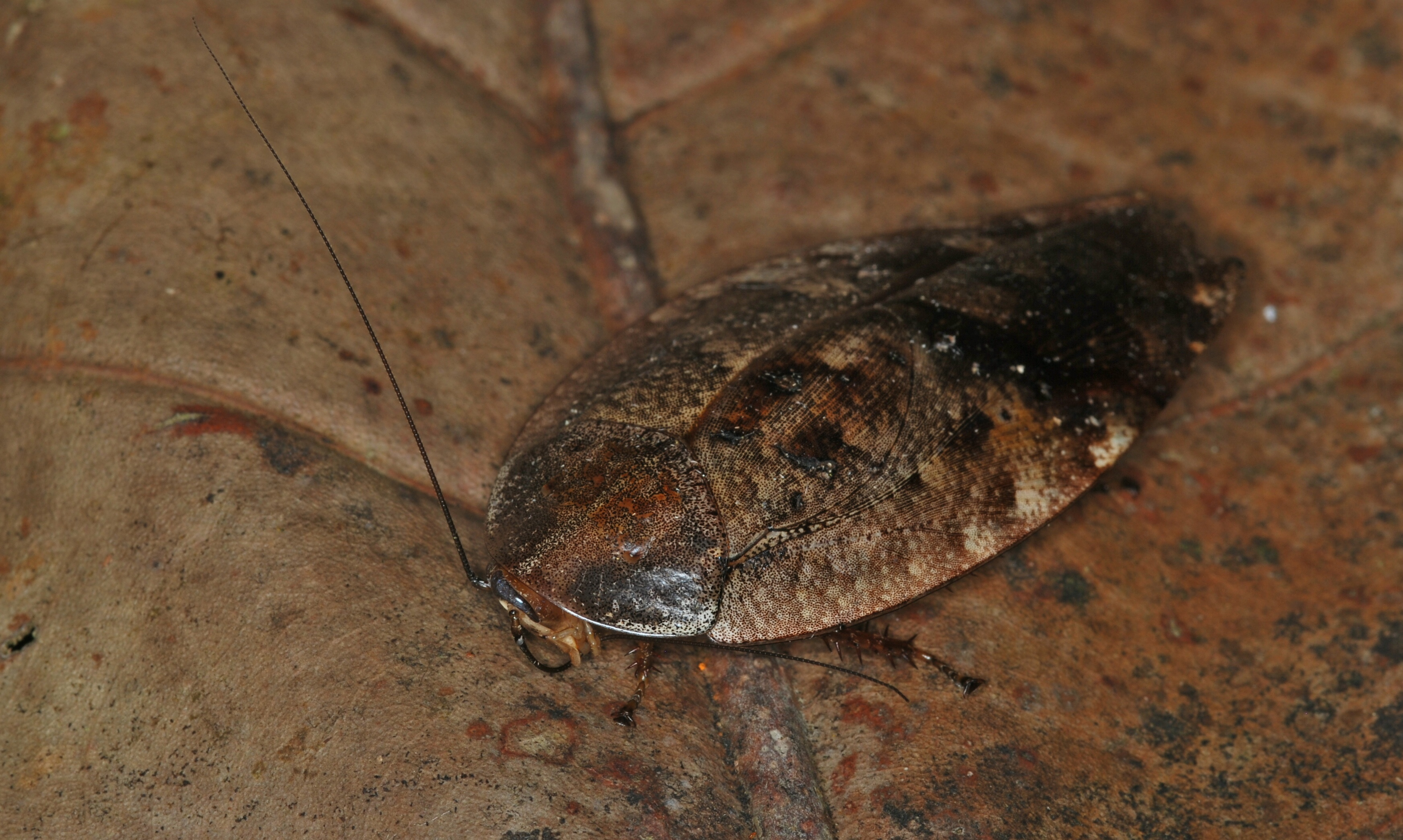
Pseudophoraspis sp., Малайский полуостров
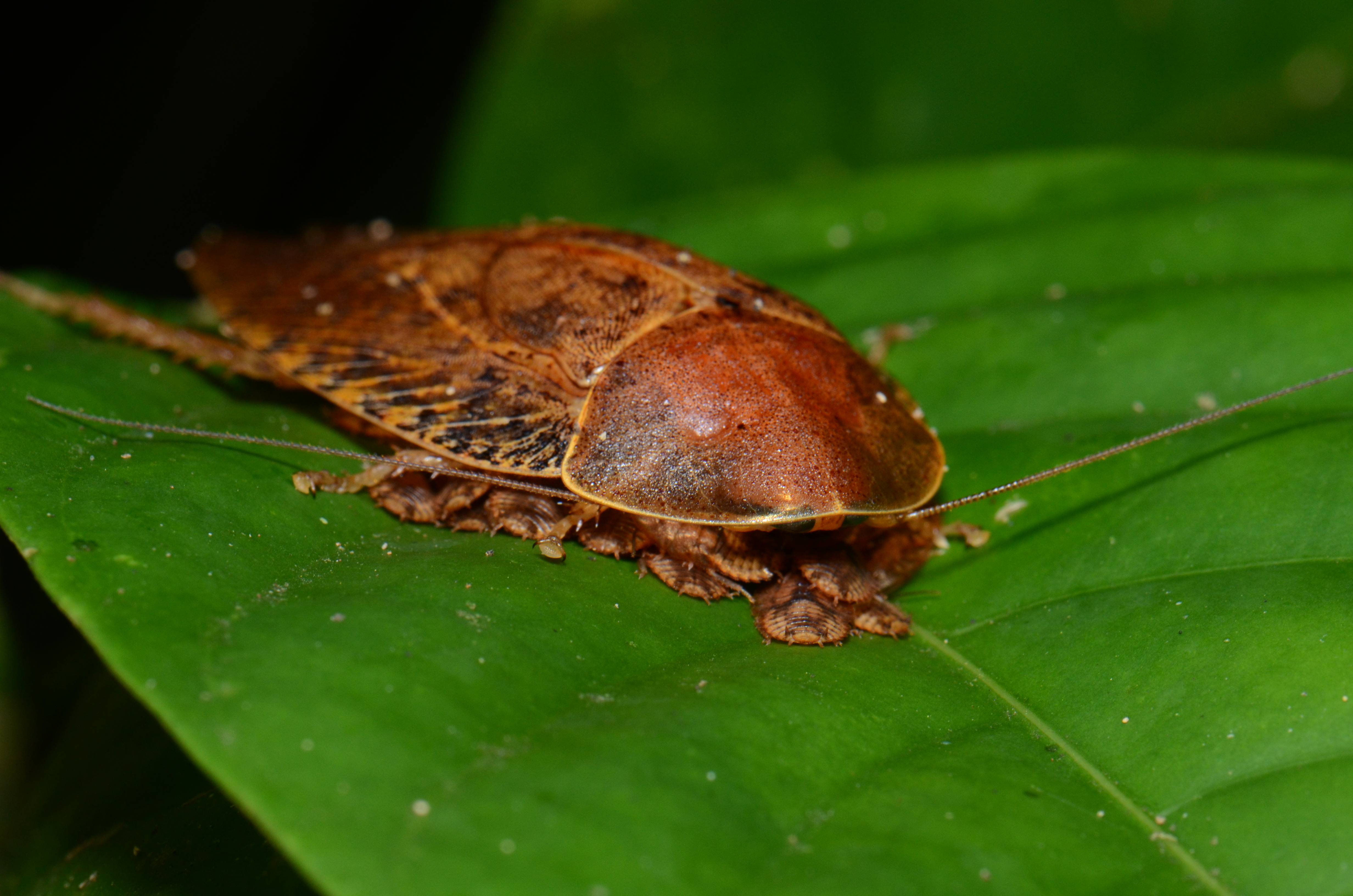
Pseudophoraspis sp., взрослая особь с личинками, о. Калимантан
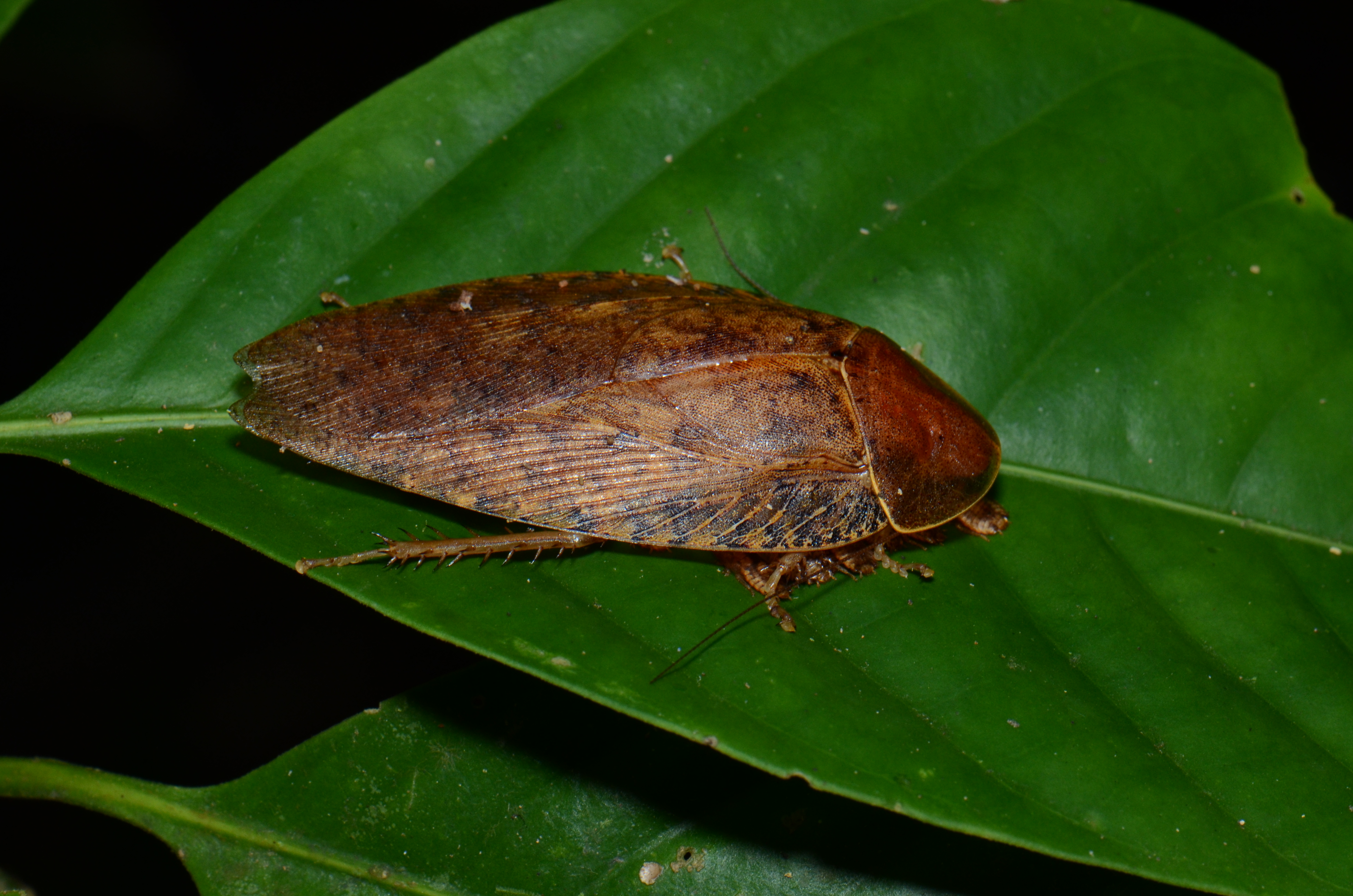